# Batalla de Beotíbar
La batalla de Beotíbar, también llamada "facienda de Beotíbar" (19 de septiembre de 1321), fue una confrontación armada entre tropas guipuzcoanas, del Reino de Castilla, frente un numeroso ejército navarro en las proximidades de Tolosa en la localidad denominada Beotíbar. En la tradición de la épica guipuzcoana el triunfo en esta sangrienta batalla sería comparable con la batalla de Roncesvalles para Navarra o la batalla de Covadonga para Asturias fruto de la magnificación de las cifras de participantes.

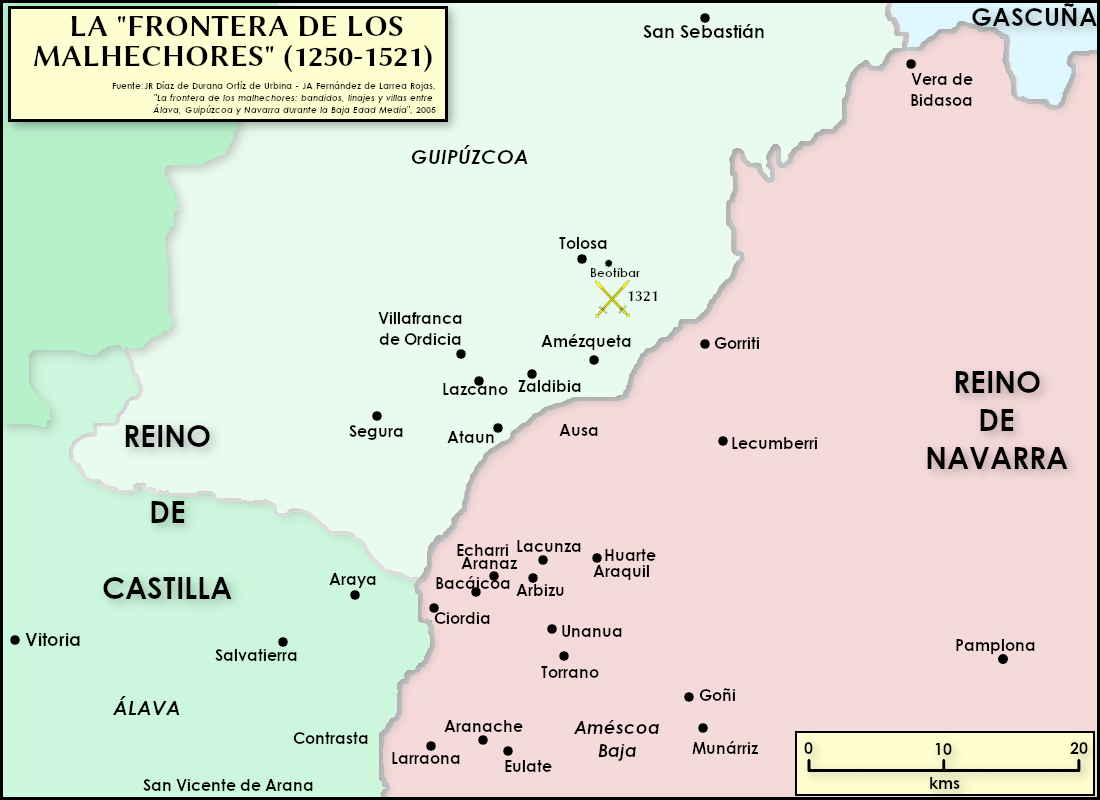
La llamada "frontera de los malhechores" (1250-1521)

## Contexto histórico: la frontera de los malhechores
Desde de la conquista castellana del Duranguesado, de Álava y de Guipúzcoa en 1199-1200 se empezó a gestarse la llamada en las crónicas como "frontera de los malfechores". Desde entonces, hasta mediados del siglo XIII se continuó una nueva ordenación de este territorio de la frontera, por parte de los reyes castellanos, dotando a varias localidades situadas en la misma de fueros al mismo tiempo que se levantaron varios castillos. Por contra, en el lado navarro no se observa esfuerzo similar al castellano. Desde tan tempranas fechas afloran los delitos en la frontera constituidos por el robo de ganado, asaltos a arrieros y apresamientos con rescate. 
Entre 1280-1350 aumentan las expediciones de saqueo y campañas de castigo obligando a nombrar hasta dos merinos en la merindad de la Montaña (Pamplona) ante la necesidad de afrontar un problema tan exigente, llegando a ser eliminados los merinos como resultado de algunos de los enfrentamientos. Estas acciones de pillaje incluían acciones violentas e incluso asesinatos, generando un clima de temor, de miedo, en las comarcas afectadas más frecuentemente por tales incursiones. En algunas ocasiones los ataques de los guipuzcoanos contra los navarros eran incluso legales ya que se desarrollaban dentro del contexto de guerra entre los dos reinos, como en 1335 cuando los Lazcano y los Oñaz asaltaron los castillos de Ataun y de Ausa. A uno y otro lado se dieron varias batallas que ganaron alternativamente unos y otros sin solucionar una guerra continuada y basada en este endémico problema que se mantuvo hasta el siglo XIV. Hay que tener presente que «a estos linajes oñacinos se les unieron bandoleros navarros» (encartados, acotados o banidos) «personas fuera de la ley que con sus pequeñas cuadrillas aprovechaban el terreno montañoso y la ausencia de un poder fuerte en la zona para atacar el reino navarro al amparo de los clanes guipuzcoanos.»
En el trono de Navarra se sucedieron en pocos años (1307-1328) varios reyes de la dinastía capeta (Luis I el Hutín, Felipe II el Luengo) acabando de sentarse el tercer hermano, Carlos I de Navarra, cuyo reinado también será breve y no pisó el reino navarro. Esta inestabilidad institucional supuso la llegada de gobernantes franceses desconocedores de la tradición foral y regia de Navarra. Como afirman varios historiadores en estos años «desde la corte francesa se había considerado el espacio navarro como un dominio más incorporado a la corona Capeta por el juego habitual y a veces complejo de las combinaciones de parentesco.»

## Descripción del encuentro
Los guipuzcoanos oñacinos habían ocupado el castillo de Gorriti en 1321. En respuesta, el entonces gobernador de Navarra, Pons de Mortagne, vizconde de Aulnay, organizó una importante operación con la finalidad recuperarlo y, al mismo tiempo, proporcionar un escarmiento a los guipuzcoanos “malfechores”. En esta expedición, además de una numerosa hueste que iba encabezada por el merino de la Montaña, Juan López de Urroz, y el merino de Estella, Dru de Saint Pol, junto al alférez real, Martín de Aibar acompañado de su hijo, Martín de Eusa. Respecto al contingente armado, el merino de Pamplona movilizó a su compañía de 10 hombres a caballo y 160 peones, contando con el refuerzo de 6 caballeros de la tierra junto con 220 efectivos; por su parte, el merino de Estella acudió con 9 jinetes y 55 peones. A ello se añadieron mesnadas de varios ricoshombres y gentes de concejos.
Después de recuperado el castillo de Gorriti, la hueste navarra sortea los puertos de Urto y San Antón para entrar en territorio guipuzcoano donde incendia la localidad de Berástegui. Tras ello, dispuesta a penetrar en el valle de Oria, los navarros son atraídos por los guipuzcoanos para ser sorprendidos en el desfiladero de Beotíbar por los hombres de Gil López de Oñaz , señor de la casa de Larrea, que le ocasionaron numerosas bajas (19 de septiembre de 1321).

## Consecuencias
El impacto de la derrota navarra en Beotíbar fue tan relevante que varias buenas villas navarras pleitearon contra el gobernador francés, Pons de Mortagne, por la supuesta negligencia en la conducción de dicha incursión en Guipúzcoa. En el enfrentamiento, entre otros muchos, perdieron la vida el alférez real y sus dos hijos, los dos merinos, y el hijo de Enrique I de Navarra, Juan Enríquez de Lacarra, padre de Martín Enríquez de Lacarra.
En Castilla el relato fue magnificado recurriendo a elementos legendarios y literarios, como los recogidos en la Gran Crónica de Alfonso XI donde el suceso figura con entidad propia.
Como el problema fronterizo continuaba, unos años después los reyes Alfonso XI de Castilla y Felipe III de Navarra llegaron a acordar en 1330 un pacto de amistad en el que se comprometieron a cooperar para hacer frente a los daños provocados por los “malhechores”.
Sin embargo, ello no impidió que en décadas siguientes los conflictos continuaran y que los fronterizos castillos de Ausa (1335) y de Atáun (1378) pasaran definitivamente a dominio castellano.
Así hablaba en vascuence el llamado Cantar de Beotíbar, conservado por Esteban de Garibay:

"Mila urte ygarota

Vra vere videan.

Guipuzcoarroc sartu dira

Gazteluco echean,

Nafarroquin batu dira

Beotibarren pelean.”
“Pasados mil años

el agua sigue su curso.

Los guipuzcoanos han entrado

en la casa de Gaztelu,

con los navarros se han topado

en la batalla de Beotíbar.”

Este texto, según afirma Luis Michelena, sería mucho más reciente a los acontecimientos de 1321 ya que “quipuzcoar” fue un voz utilizada posteriormente siendo común su uso en los tiempos en los que escribía Garibay.
Cada año, el día de San Juan en Tolosa se baila la “Bordon-dantza” o “pordondantza” conmemorando esta batalla. Según el Padre Donostia, es similar a una ezpatandantza, aunque se ejecuta con largas pértigas.